# Samobor
Samobor je satelitsko mesto Zagreba jugozahodno od hrvaške prestolnice z okoli 17.000 prebivalci, medtem ko upravno območje mesta (hrv. Grad Samobor) šteje okoli 37.500 ljudi (drugo največje naselje na njegovem ozemlju je Bregana ob meji s Slovenijo). Upravno spada v Zagrebško županijo. 
Z Zagrebom ga je včasih povezoval primestni vlak oz. tramvaj "Samoborček", zdaj pa primestni avtobus. 

## Naselja
Mestna občina kot enota lokalne samouprave (Grad Samobor) vključuje naselja: Beder, Bobovica, Braslovje, Bratelji, Bregana, Breganica, Budinjak, Bukovje Podvrško, Celine Samoborske, Cerje Samoborsko, Domaslovec, Drežnik Podokićki, Dubrava Samoborska, Falašćak, Farkaševec Samoborski, Galgovo, Gradna, Grdanjci, Hrastina Samoborska, Jarušje, Javorek, Kladje, Klake, Klokočevec Samoborski, Konšćica, Kotari, Kostanjevec Podvrški, Lug Samoborski, Mala Jazbina, Mala Rakovica, Mali Lipovec, Manja Vas, Medsave, Molvice, Noršić Selo, Novo Selo Žumberačko, Osredek Žumberački, Osunja, Otruševec, Pavučnjak, Petkov Breg, Podgrađe Podokićko, Podvrh, Poklek, Prekrižje Plešivičko, Rakov Potok, Rude, Samoborski Otok, Savršćak, Selce Žumberačko, Sječevac, Slani Dol, Slapnica, Slavagora, Smerovišće, Stojdraga, Sveti Martin pod Okićem, Šimraki, Šipački Breg, Tisovac Žumberački, Velika Jazbina, Velika Rakovica, Veliki Lipovec, Višnjevec Podvrški, Vratnik Samoborski, Vrbovec Samoborski in Vrhovčak.

## Demografija
| Pregled števila prebivalcev po letih | Pregled števila prebivalcev po letih | Pregled števila prebivalcev po letih | Pregled števila prebivalcev po letih | Pregled števila prebivalcev po letih | Pregled števila prebivalcev po letih | Pregled števila prebivalcev po letih | Pregled števila prebivalcev po letih | Pregled števila prebivalcev po letih | Pregled števila prebivalcev po letih | Pregled števila prebivalcev po letih | Pregled števila prebivalcev po letih | Pregled števila prebivalcev po letih | Pregled števila prebivalcev po letih | Pregled števila prebivalcev po letih | Pregled števila prebivalcev po letih |        |
| ------------------------------------ | ------------------------------------ | ------------------------------------ | ------------------------------------ | ------------------------------------ | ------------------------------------ | ------------------------------------ | ------------------------------------ | ------------------------------------ | ------------------------------------ | ------------------------------------ | ------------------------------------ | ------------------------------------ | ------------------------------------ | ------------------------------------ | ------------------------------------ | ------ |
| 1857                                 | 1869                                 | 1880                                 | 1890                                 | 1900                                 | 1910                                 | 1921                                 | 1931                                 | 1948                                 | 1953                                 | 1961                                 | 1971                                 | 1981                                 | 1991                                 | 2001                                 | 2011                                 | 2021   |
| 13.690                               | 15.226                               | 16.548                               | 18.607                               | 18.783                               | 20.275                               | 19.806                               | 21.953                               | 23.821                               | 25.451                               | 27.103                               | 28.469                               | 32.887                               | 35.017                               | 36.206                               | 37.633                               | 37.481 |

### Samobor (naselje)
| Pregled števila prebivalcev po letih | Pregled števila prebivalcev po letih | Pregled števila prebivalcev po letih | Pregled števila prebivalcev po letih | Pregled števila prebivalcev po letih | Pregled števila prebivalcev po letih | Pregled števila prebivalcev po letih | Pregled števila prebivalcev po letih | Pregled števila prebivalcev po letih | Pregled števila prebivalcev po letih | Pregled števila prebivalcev po letih | Pregled števila prebivalcev po letih | Pregled števila prebivalcev po letih | Pregled števila prebivalcev po letih | Pregled števila prebivalcev po letih | Pregled števila prebivalcev po letih |        |
| ------------------------------------ | ------------------------------------ | ------------------------------------ | ------------------------------------ | ------------------------------------ | ------------------------------------ | ------------------------------------ | ------------------------------------ | ------------------------------------ | ------------------------------------ | ------------------------------------ | ------------------------------------ | ------------------------------------ | ------------------------------------ | ------------------------------------ | ------------------------------------ | ------ |
| 1857                                 | 1869                                 | 1880                                 | 1890                                 | 1900                                 | 1910                                 | 1921                                 | 1931                                 | 1948                                 | 1953                                 | 1961                                 | 1971                                 | 1981                                 | 1991                                 | 2001                                 | 2011                                 | 2021   |
| 3.186                                | 3.060                                | 3.039                                | 3.228                                | 2.901                                | 2.790                                | 2.848                                | 2.966                                | 3.767                                | 4.665                                | 5.763                                | 7.773                                | 12.404                               | 14.170                               | 15.147                               | 15.956                               | 16.911 |